# Kian Emadi
Kian Emadi-Coffin (* 29. Juli 1992 in Stoke-on-Trent) ist ein britischer Bahnradsportler.

## Sportliche Laufbahn
2012 wurde Kian Emadi Vierter der Bahn-Europameisterschaft (U23) im Teamsprint, gemeinsam mit Peter Mitchell und Callum Skinner. Beim ersten Lauf des Bahnrad-Weltcups 2012/13 in Cali errang er Silber im 1000-Meter-Zeitfahren.
2013 wurde Emadi zweifacher britischer Meister, im 1000-Meter-Zeitfahren sowie im Teamsprint, mit Matthew Crampton und Jason Kenny. Bei den Bahn-Europameisterschaften belegte er gemeinsam mit Philip Hindes und Jason Kenny Platz fünf im Teamsprint. Bei den Bahnradsport-Europameisterschaften 2016 errang er gemeinsam mit Matthew Bostock, Oliver Wood und Mark Stewart die Bronzemedaille in der Mannschaftsverfolgung. 2018 wurde er mit Ed Clancy, Ethan Hayter und Charlie Tanfield Weltmeister in der Mannschaftsverfolgung. Im Jahr darauf wurde der britische Vierer mit Emadi Vize-Weltmeister und 2021 belegte der Vierer bei den Weltmeisterschaften Platz drei.

## Erfolge
2013
- Britischer Meister – 1000-Meter-Zeitfahren, Teamsprint (mit Matthew Crampton und Jason Kenny)

2016
- Bahnrad-Weltcup in Glasgow – Mannschaftsverfolgung (mit Andrew Tennant, Oliver Wood und Mark Stewart)
- – Mannschaftsverfolgung (mit Matthew Bostock, Oliver Wood und Mark Stewart)

2017
- Weltcup in Manchester – Mannschaftsverfolgung (mit Ed Clancy, Oliver Wood und Steven Burke)

2018
- Weltmeister – Mannschaftsverfolgung (mit Ed Clancy, Ethan Hayter und Charlie Tanfield)
- Commonwealth Games – Mannschaftsverfolgung (mit Ethan Hayter, Oliver Wood und Charlie Tanfield)
- Europameisterschaft – Mannschaftsverfolgung (mit Charlie Tanfield, Steven Burke, Ethan Hayter und Oliver Wood)

2019
- Weltmeisterschaft – Mannschaftsverfolgung (mit Ed Clancy, Ethan Hayter, Charlie Tanfield und Oliver Wood)

2021
- Weltmeisterschaft – Mannschaftsverfolgung (mit Ethan Vernon, Charlie Tanfield, Oliver Wood und Ethan Hayter)

2022
- Europameisterschaft – Mannschaftsverfolgung (mit Rhys Britton, Oliver Wood, Charlie Tanfield und William Tidball)

## Teams
- 2016 Team Wiggins (ab 1. Mai)